# Spilosoma curula
Spilosoma curula är en fjärilsart som beskrevs av Thierry-mieg 1910. Spilosoma curula ingår i släktet Spilosoma och familjen björnspinnare. Inga underarter finns listade i Catalogue of Life.